# バーナード・テクペティ
バーナード・テクペティ（Bernard Tekpetey 、1997年9月3日 - ）は、ガーナ・アクラ出身のプロサッカー選手。PFCルドゴレツ・ラズグラド所属。ポジションは、フォワード。

## クラブ経歴
2016年11月24日のUEFAヨーロッパリーグ・OGCニース戦でトップチームデビュー。

## 代表歴
アフリカネイションズカップ2017に参加するガーナ代表のメンバーに選ばれ、エジプト戦で初キャップを記録した。